# Enkorn
Enkorn (Triticum monococcum) er en enårig, tørketålende græsart af hvedeslægten. Den er modstandsdygtig overfor de fleste af hvedens sygdomme. Mennesker som ikke tåler gluten, tåler heller ikke disse korntyper. De indeholder en lille mængde gluten, som kan være skadeligt for disse menneskers tarm.[kilde mangler]

## Beskrivelse
Stængler og blade er lyst blågrønne, indtil de skifter farve til lysegult kort før modning. Hovedakset består af korte småaks, der bærer stak i modsætning til de andre hvedearter og -hybrider. Ligeledes modsat de andre mister enkorn ikke yderavnerne ved tærskning.
Planten har et veludviklet rodnet, som gør den tørketålende. 
Højde x bredde og årlig tilvækst: 1,5 x 0,20 m (150 x 20 cm/år).

## Hjemsted
Enkorn stammer fra området "den frugtbare halvmåne" i Mellemøsten, hvor landbruget opstod for ca. 10.000 år siden. Her findes den endnu i dag på tørre, lyståbne klippeskrænter mellem kornets traditionelle ukrudtsarter: kornblomst, kornvalmue, gul okseøje og andre.

## Dyrkning
Blandt de ældste fund af enkorn er udgravningerne ved Ali Kosh (fra ca. 6500 f.Kr.). I Danmark har arten været dyrket fra ca.4.000 f.Kr., men ikke efter klimaomslaget i jernalderen. I området sydøst for Mont Ventoux nær byen Sault dyrker man enkorn i sædskifte med ægte lavendel og fåregræsningsmarker.

## Anvendelse
Enkorn kan formales til mel eller grynene kan bruges knækkede eller hele i stedet for speltgryn eller løse ris.

## Ernæring
Ifølge en undersøgelse skulle aminosyrekvaliteten ikke variere væsentlig mellem de forskellige hvedearter.

| Portal | Portal:Botanik |